# Earl of Warwick
Earl of Warwick [ˈwɒɹɪk] ist ein erblicher britischer Adelstitel, der viermal verliehen wurde und einen der angesehensten Titel Großbritanniens darstellt.

## Erste Verleihung (1088)
Die Earlswürde wurde in der zweiten Jahreshälfte 1088 in der Peerage of England für Henry de Beaumont errichtet, den jüngeren Sohn von Roger de Beaumont und Bruder von Robert de Beaumont, 1. Earl of Leicester. Der Titel und das dazugehörige Lehen war auch in weiblicher Linie erblich. Die Earlswürde war traditionell mit Warwick Castle verbunden, und, als der 11. Earl die unveräußerliche Vererblichkeit der Burg auf seine männlichen Nachkommen beschränkte, beabsichtigte er damit vermutlich das Gleiche mit der Earlswürde selbst. Der 14. Earl wurde am 14. April 1445 zum Duke of Warwick erhoben. Da er keine Söhne hatte, erlosch das Dukedom bereits bei seinem Tod am 11. Juni 1446, das Earldom fiel hingegen an seine Tochter Anne Beauchamp als 15. Countess. Edward of York, 17. Earl of Warwick wurde 1499 wegen Hochverrates hingerichtet und ihm sein Titel durch Parlamentsbeschluss (Bill of Attainder) im Januar 1504 formell aberkannt.

## Zweite Verleihung (1547)
In zweiter Verleihung wurde der Titel am 16. Februar 1547 in der Peerage of England für den mächtigen Politiker und Militär John Dudley, 1. Viscount Lisle geschaffen. Dieser war bereits am 12. März 1543 zum Viscount Lisle erhoben worden. Am 11. Oktober 1551 wurde ihm schließlich auch der Titel Duke of Northumberland verliehen. Seine Hinrichtung wegen Hochverrats am 22. August 1553 ließ die Viscountcy und das Dukedom verfallen, nicht jedoch das Earldom of Warwick, so dass Dudleys ältester Sohn John und danach dessen Bruder Ambrose die Nachfolge antreten konnten. Mit dessen Tod erlosch der Titel am 21. Februar 1590.

## Dritte Verleihung (1618)
In dritter Verleihung wurde der Titel am 6. August 1618 in der Peerage of England an Robert Rich, 3. Baron Rich, verliehen, obwohl dieser nicht im Besitz von Warwick Castle war. Er hatte bereits 1581 von seinem Vater den Titel Baron Rich, of Leez, geerbt, der 1547 in der Peerage of England seinem Großvater, dem Juristen und Politiker Sir Richard Rich verliehen worden war. Sein zweiter Sohn, Hon. Henry Rich wurde 1623 zum Baron Kensington und 1624 zum Earl of Holland erhoben. Die Söhne des 2. Earls of Warwick, der 3. und 4. Earl, starben ohne Nachkommen, wodurch deren Cousin Robert Rich, 2. Earl of Holland, 1673 die Titel als 5. Earl of Warwick vereinte. Beim kinderlosen Tod seines Enkels, des 7. Earls of Warwick, fielen die Titel 1721 an dessen Cousin zweiten Grades als 8. Earl of Warwick und erloschen schließlich bei dessen Tod am 7. September 1759.

## Vierte Verleihung (1759)
Nach dem Tod des letzten Earls dritter Verleihung wurde der Titel schon am 30. November 1759 in der Peerage of Great Britain für Francis Greville, 1. Earl Brooke neu geschaffen. Dieser hatte bereits den Titel Baron Brooke geerbt und war am 7. Juli 1746 in der Peerage of Great Britain zum Earl Brooke, of Warwick Castle, erhoben worden. Die Earlswürde und Warwick Castle waren nunmehr wieder in einer Hand vereint. Heutiger Titelinhaber ist seit 1996 sein Nachfahre Guy Greville, 9. Earl of Warwick.

## Liste der Earl of Warwick und Barone Rich

Wappen der Earls of Warwick aus dem Hause Beaumont

Wappen der Earls of Warwick aus dem Hause Beauchamp

### Earls of Warwick, erste Verleihung (1088)
- Henry de Beaumont, 1. Earl of Warwick (um 1048–1119)
- Roger de Beaumont, 2. Earl of Warwick (um 1102–1153)
- William de Beaumont, 3. Earl of Warwick (vor 1140–1184)
- Waleran de Beaumont, 4. Earl of Warwick (1153–1204)
- Henry de Beaumont, 5. Earl of Warwick (um 1195–1229)
- Thomas de Beaumont, 6. Earl of Warwick († 1242)
- Margaret de Beaumont, 7. Countess of Warwick († 1253)
  - ⚭ John Marshal, jure uxoris, 7. Earl of Warwick († 1242) (Haus Marshal)
  - ⚭ John de Plessis, jure uxoris 7. Earl of Warwick († 1263) (Haus Le Plessis-Richelieu)
- William Mauduit, 8. Earl of Warwick (um 1220–1268)
- William de Beauchamp, 9. Earl of Warwick (um 1240–1298)
- Guy de Beauchamp, 10. Earl of Warwick († 1315)
- Thomas de Beauchamp, 11. Earl of Warwick († 1369)
- Thomas de Beauchamp, 12. Earl of Warwick (um 1339–1401)
- Richard de Beauchamp, 13. Earl of Warwick (1382–1439)
- Henry de Beauchamp, 1. Duke of Warwick, 14. Earl of Warwick (1425–1445)
- Anne Beauchamp, 15. Countess of Warwick (1444–1449)
- Anne Neville, 16. Countess of Warwick (1426–1492)
  - ⚭ Richard Neville, iure uxoris 16. Earl of Warwick (1428–1471)
- Edward of York, 17. Earl of Warwick (1475–1499) (Titel verwirkt 1499)

Wappen der Earls of Warwick aus dem Hause Dudley

### Earls of Warwick, zweite Verleihung (1547)
- John Dudley, 1. Duke of Northumberland, 1. Earl of Warwick (1501–1553)
- John Dudley, 2. Earl of Warwick († 1554)
- Ambrose Dudley, 3. Earl of Warwick (um 1529–1590)

### Barone Rich (1547)

Wappen der Earls of Warwick aus dem Hause Rich

- Richard Rich, 1. Baron Rich (um 1496–1567)
- Robert Rich, 2. Baron Rich (um 1538–1581)
- Robert Rich, 3. Baron Rich († 1619) (1618 zum Earl of Warwick erhoben)

### Earls of Warwick, dritte Verleihung (1618)
- Robert Rich, 1. Earl of Warwick († 1619)
- Robert Rich, 2. Earl of Warwick (1587–1658)
- Robert Rich, 3. Earl of Warwick (1611–1659)
- Charles Rich, 4. Earl of Warwick (1616–1673)
- Robert Rich, 5. Earl of Warwick, 2. Earl of Holland (1620–1675)
- Edward Rich, 6. Earl of Warwick, 3. Earl of Holland (1673–1701)
- Edward Rich, 7. Earl of Warwick, 4. Earl of Holland (1697–1721)
- Edward Rich, 8. Earl of Warwick, 5. Earl of Holland (1695–1759)

Wappen der Earls of Warwick aus dem Hause Greville

### Earls of Warwick, vierte Verleihung (1759); auch Earls Brooke (1746)
- Francis Greville, 1. Earl of Warwick, 1. Earl Brooke (1719–1773)
- George Greville, 2. Earl of Warwick, 2. Earl Brooke (1746–1816)
- Henry Greville, 3. Earl of Warwick, 3. Earl Brooke (1779–1853)
- George Greville, 4. Earl of Warwick, 4. Earl Brooke (1818–1893)
- Francis Greville, 5. Earl of Warwick, 5. Earl Brooke (1853–1924)
- Leopold Greville, 6. Earl of Warwick, 6. Earl Brooke (1882–1928)
- Charles Greville, 7. Earl of Warwick, 7. Earl Brooke (1911–1984)
- David Greville, 8. Earl of Warwick, 8. Earl Brooke (1934–1996)
- Guy Greville, 9. Earl of Warwick, 9. Earl Brooke (* 1957)

Titelerbe (Heir apparent) ist der Sohn des aktuellen Titelinhabers, Charles Greville, Lord Brooke (* 1982).